# Carex nigerrima
Carex nigerrima är en halvgräsart som beskrevs av Ernest Nelmes. Carex nigerrima ingår i släktet starrar, och familjen halvgräs. Inga underarter finns listade i Catalogue of Life.